# Iole

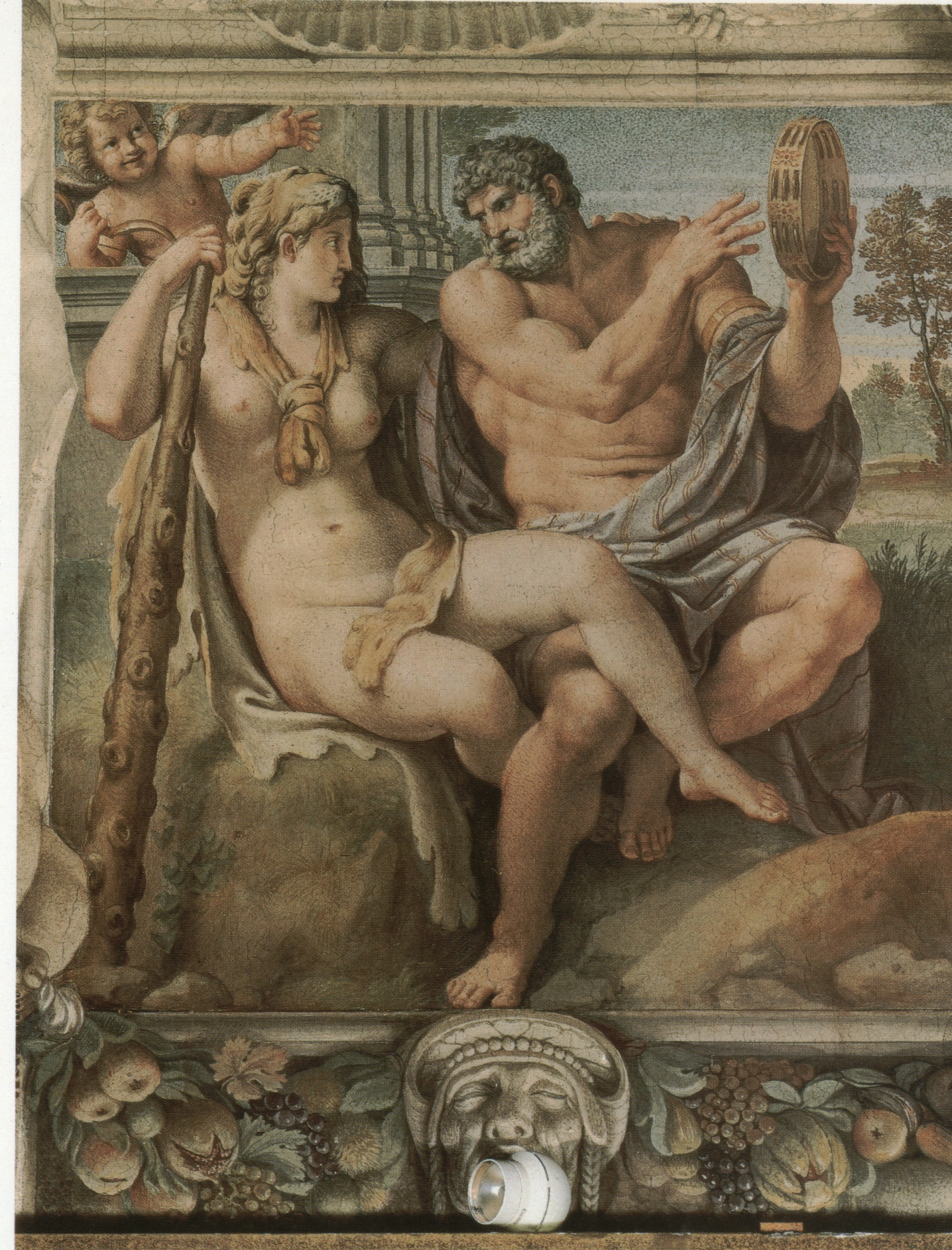
Iole och Herakles. Målning av Annibale Carracci.

Iole, klassisk grekiska: Ἰόλη, var en hjältinna i grekisk mytologi, prinsessa i ett rike som besegrades av Herakles. Efter segern förälskade sig Herakles i Iole och förde henne hem. Detta föranledde hans hustru Deianeira att tillreda ett kärlekspreparat för att försäkra sig om sin makes trohet. I själva verket var det ett frätande gift som dödade Herakles.